# Dick van Vlaardingen

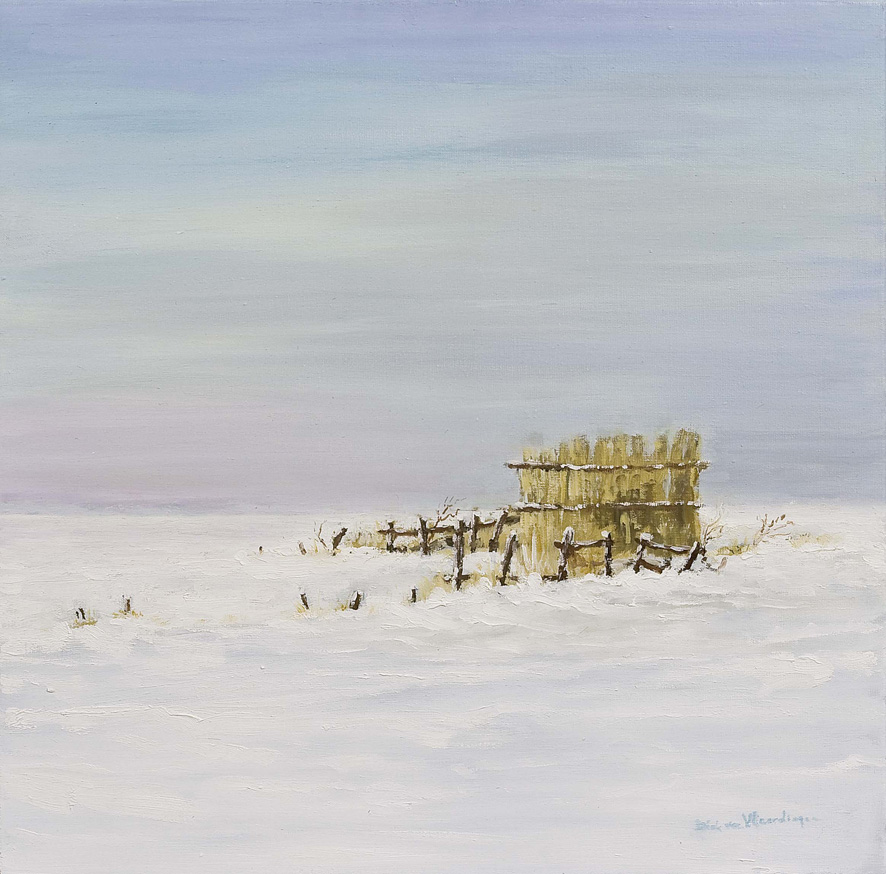
Eendenkooi winter Loosdrecht, circa 1990

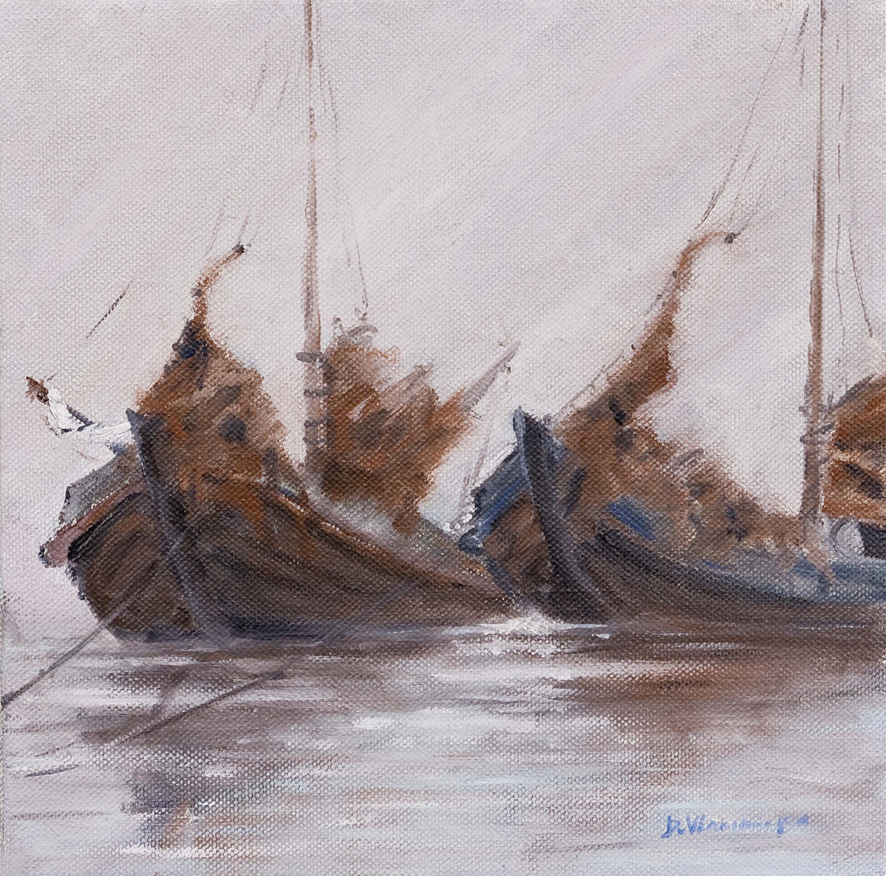
Span botters voor anker, circa 1990

Dick van Vlaardingen (Hilversum, 1947) is een Nederlandse kunstschilder en telg uit een Hilversumse kunstschildersfamilie. Hij is gespecialiseerd in het Nederlandse landschap, vergezichten en de natuur. Naast zijn schilderwerk is hij galeriehouder en conservator van het Familiemuseum Van Vlaardingen in Maartensdijk.

## Schildersfamilie
Van Vlaardingen behoort tot de derde generatie kunstschilders die de familie Van Vlaardingen voortbracht. Zijn grootvader Derk (1890 - 1958) nam lessen bij Otto Eerelman en begon in 1908 als landschapschilder. Derk bracht zijn kennis en ervaring over op zijn zoons Jan (1913 - 1980) en Clement (1916 - 1972) die beiden in Hilversum werkten en zowel landelijke als internationale faam verwierven. Clement was eigenaar van de Hilversumse galerie De Kelder. Zijn werk had een impressionistische inslag, waarbij een forse penseelvoering en het gebruik van het paletmes de voorkeur genoten. Mediterrane invloeden en levendige kleuren gingen dikwijls hand in hand. Clements broer Jan legde de nadruk op de fijnere penseelvoering. Zijn kracht lag in het schilderen en plein air met een rijk palet in een breed spectrum aan natuurlijke kleuren, vooral het groen. De omgeving van Gooi en Vechtstreek vormden voor hem een oneindige bron van inspiratie.

## Jeugd
Jans zoon Dick groeide in Hilversum op en voelde zich reeds in zijn vroege jeugd aangetrokken tot de schilderkunst. Na zijn tiende jaar zette hij de eerste schreden met Wasco en potlood, begeleid door zijn vader en later door zijn andere grote voorbeeld Marie Henrie Mackenzie. Vader en zoon van Vlaardingen trokken dikwijls samen de vrije natuur in, waarbij het kennersoog van de jongere generatie al vroeg werd geoefend.

## Opleiding
Een reis naar Canada omstreeks 1968 en de verkoop van schilderijen van zijn vader waren voor de jonge Van Vlaardingen de aanzet tot het besluit om in de voetsporen van zijn vader, oom en grootvader verder te gaan. Van Vlaardingen nam les bij zijn vader en omstreeks 1970 bij zijn oom Clement en ontwikkelde daarna zijn eigen stijl.

## Een eigen weg
Van Vlaardingen streefde naar een positie van volledige onafhankelijkheid, een vrijheid in keuze van onderwerpen, niet gedreven door commercie maar door louter schoonheid en gevoel. De weidsheid van het Hollands landschap met zijn land, water en luchten, dát wilde hij vastleggen, liefst in ingetogen tinten. De kunst omwille van de kunst.
Geïnspireerd door de Engelse schilder Edward Seago ontwikkelde van Vlaardingen een voorliefde voor de Waddenzee en de Waddeneilanden met aansluitend het IJsselmeergebied, welk laatste het onderwerp was voor de eerste expositie van van Vlaardingen in Galerie Icon in Amsterdam, eind 1976. Daarna exposeerde hij onder meer in Kasteel Groeneveld in Baarn en het Apollo Hotel in Amsterdam. Intussen was de schilder in het Utrechtse dorp Maartensdijk gaan wonen met zijn vrouw Yvonne en kinderen.

## Een eigen locatie
In 1981 kon Van Vlaardingen een naast zijn huis gelegen kerkje kopen. Een gouden greep, want hij kreeg nu ruimte voor een groot atelier, een galerie én een lang gekoesterde wens: een familiemuseum. Exposities, maar ook huisconcerten wisselden elkaar af. Van Vlaardingen liet het penseel echter nimmer rusten. Hij bleef vooral de ongereptheid en de verlatenheid van de Waddenzee en de Waddeneilanden trouw en spitste zijn stijl daar steeds meer op toe.

## Mijlpaal
Honderd jaar kunstschilders van Vlaardingen is de titel van het boek dat de schilder in de herfst van 2008 het licht deed zien, gekoppeld aan een gelijknamige jubileumtentoonstelling in het voormalige kerkje.

## Externe link

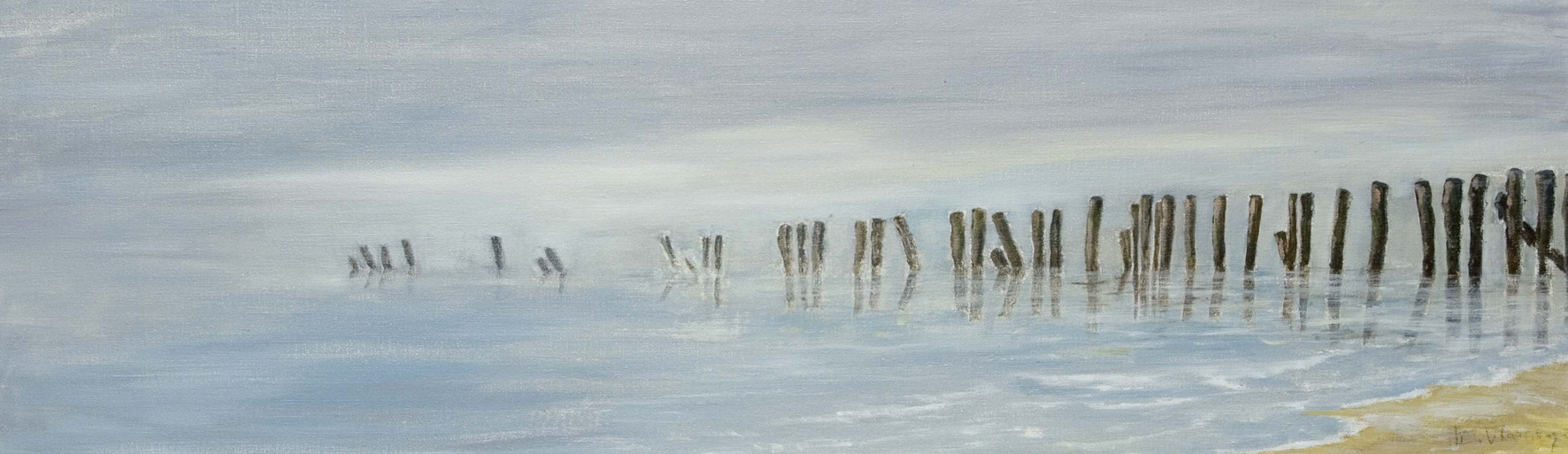
Paalhoofden in Vlieland, circa 1990